# Lophozia lancistipa
Lophozia lancistipa là một loài rêu tản trong họ Jungermanniaceae. Loài này được (Grolle) R.M. Schust. miêu tả khoa học lần đầu tiên năm 1995.